# 2014-es FIFA-klubvilágbajnokság
A 2014-es FIFA-klubvilágbajnokság a klubvilágbajnokság 11. kiírása. A tornát december 10. és 20. között rendezték Marokkóban, amelyet a FIFA 2011 októberében választott ki. Az eseményen 7 klub vett részt. A klubvilágbajnokságot a spanyol Real Madrid nyerte.

## Részt vevő csapatok
| Csapat                       | Konföderáció | Kvalifikáció módja                               | Részvételek száma |
| ---------------------------- | ------------ | ------------------------------------------------ | ----------------- |
| Az elődöntőben csatlakozik   |              |                                                  |                   |
| Real Madrid                  | UEFA         | A 2013–2014-es UEFA-bajnokok ligája győztese     | 2                 |
| San Lorenzo                  | CONMEBOL     | A 2014-es Copa Libertadores győztese             | 1                 |
| A negyeddöntőben csatlakozik |              |                                                  |                   |
| Cruz Azul                    | CONCACAF     | A 2013–2014-es CONCACAF-bajnokok ligája győztese | 1                 |
| Western Sydney Wanderers     | AFC          | A 2014-es AFC-bajnokok ligája győztese           | 1                 |
| ES Sétif                     | CAF          | A 2014-es CAF-bajnokok ligája győztese           | 1                 |
| A selejtezőben csatlakozik   |              |                                                  |                   |
| Auckland City                | OFC          | A 2013–2014-es OFC-bajnokok ligája győztese      | 6                 |
| Moghreb de Tétouan           | Házigazda    | A rendező ország 2014-es bajnokságának győztese  | 1                 |

## Játékvezetők
A FIFA a következő játékvezetőket jelölte ki a tornára:
| Konföderáció | Játékvezető            | Asszisztensek                          |
| ------------ | ---------------------- | -------------------------------------- |
| AFC          | Ben Williams           | Matthew Cream Paul Cetrangolo          |
| CAF          | Doué Noumandiez Désiré | Songuifolo Yéo Jean-Claude Birumushahu |
| CONCACAF     | Walter López           | Leonel Leal Gerson López               |
| CONMEBOL     | Enrique Osses*         | Carlos Astroza* Sergio Román*          |
| OFC          | Norbert Hauata         | Tevita Makasini Paul Ahupu             |
| UEFA         | Pedro Proença          | Bertino Miranda Tiago Trigo            |

* A kolumbiai Wilmar Roldán, Eduardo Díaz and Alexander Guzmán hármas került a helyére.

## Eredmények
A mérkőzéseket az egyenes kieséses rendszernek megfelelő szabályok szerint játszották, azaz, ha a rendes játékidő után döntetlen volt az eredmény, akkor kétszer tizenöt perces hosszabbítás következett. Ha ezután sem volt győztes, akkor büntetőpárbajban dőlt el a mérkőzés sorsa. Ez alól az ötödik- illetve a harmadik helyért játszott mérkőzések voltak a kivételek, ugyanis ezeken döntetlen esetén sincs hosszabbítás, azonnal büntetőpárbaj következett.

### Ágrajz
|  |                          |                          |                         |                         |                         |                         |                         |                         |                         |             |             |             |           |  |  |                         |                         |                         |
|  | Selejtező                | Selejtező                | Selejtező               |                         |                         | Negyeddöntők            | Negyeddöntők            | Negyeddöntők            |                         |             | Elődöntők   | Elődöntők   | Elődöntők |  |  | Döntő                   | Döntő                   | Döntő                   |
|  | Selejtező                | Selejtező                | Selejtező               |                         |                         | Negyeddöntők            | Negyeddöntők            | Negyeddöntők            |                         |             | Elődöntők   | Elődöntők   | Elődöntők |  |  | Döntő                   | Döntő                   | Döntő                   |
|  | december 10. – Rabat     | december 10. – Rabat     | december 10. – Rabat    | december 13. – Rabat    | december 13. – Rabat    | december 13. – Rabat    | december 17. – Marrákes | december 17. – Marrákes | december 17. – Marrákes |             |             |             |           |  |  |                         |                         |                         |
|  | december 10. – Rabat     | december 10. – Rabat     | december 10. – Rabat    | december 13. – Rabat    | december 13. – Rabat    | december 13. – Rabat    | december 17. – Marrákes | december 17. – Marrákes | december 17. – Marrákes |             |             |             |           |  |  |                         |                         |                         |
|  | Moghreb de Tétouan       | Moghreb de Tétouan       | 0 (3)                   | Auckland City           | Auckland City           | 1                       | Auckland City           | Auckland City           | 1                       |             |             |             |           |  |  |                         |                         |                         |
|  | Moghreb de Tétouan       | Moghreb de Tétouan       | 0 (3)                   | Auckland City           | Auckland City           | 1                       | Auckland City           | Auckland City           | 1                       |             |             |             |           |  |  |                         |                         |                         |
|  | Auckland City            | Auckland City            | 0 (4)                   |                         |                         | ES Sétif                | ES Sétif                | 0                       |                         |             | San Lorenzo | San Lorenzo | 2         |  |  | december 20. – Marrákes | december 20. – Marrákes | december 20. – Marrákes |
|  | Auckland City            | Auckland City            | 0 (4)                   |                         |                         | ES Sétif                | ES Sétif                | 0                       |                         |             | San Lorenzo | San Lorenzo | 2         |  |  | december 20. – Marrákes | december 20. – Marrákes | december 20. – Marrákes |
|  |                          |                          |                         |                         |                         |                         |                         |                         |                         | San Lorenzo | San Lorenzo | 0           |           |  |  |                         |                         |                         |
|  |                          |                          |                         |                         |                         |                         |                         |                         |                         | San Lorenzo | San Lorenzo | 0           |           |  |  |                         |                         |                         |
|  | december 13. – Rabat     | december 13. – Rabat     | december 13. – Rabat    | december 16. – Agadir   | december 16. – Agadir   | december 16. – Agadir   |                         |                         | Real Madrid             | Real Madrid | 2           |             |           |  |  |                         |                         |                         |
|  | december 13. – Rabat     | december 13. – Rabat     | december 13. – Rabat    | december 16. – Agadir   | december 16. – Agadir   | december 16. – Agadir   |                         |                         | Real Madrid             | Real Madrid | 2           |             |           |  |  |                         |                         |                         |
|  | Cruz Azul                | Cruz Azul                | 3                       | Cruz Azul               | Cruz Azul               | 0                       |                         |                         |                         |             |             |             |           |  |  |                         |                         |                         |
|  | Cruz Azul                | Cruz Azul                | 3                       | Cruz Azul               | Cruz Azul               | 0                       |                         |                         |                         |             |             |             |           |  |  |                         |                         |                         |
|  | Western Sydney Wanderers | Western Sydney Wanderers | 1                       |                         |                         | Real Madrid             | Real Madrid             | 4                       |                         |             |             |             |           |  |  |                         |                         |                         |
|  | Western Sydney Wanderers | Western Sydney Wanderers | 1                       |                         |                         | Real Madrid             | Real Madrid             | 4                       |                         |             |             |             |           |  |  |                         |                         |                         |
|  |                          |                          |                         |                         |                         |                         |                         |                         |                         |             |             |             |           |  |  |                         |                         |                         |
|  |                          |                          |                         |                         |                         |                         |                         |                         |                         |             |             |             |           |  |  |                         |                         |                         |
|  | Az 5. helyért            | Az 5. helyért            | Az 5. helyért           | Bronzmérkőzés           | Bronzmérkőzés           | Bronzmérkőzés           |                         |                         |                         |             |             |             |           |  |  |                         |                         |                         |
|  | Az 5. helyért            | Az 5. helyért            | Az 5. helyért           | Bronzmérkőzés           | Bronzmérkőzés           | Bronzmérkőzés           |                         |                         |                         |             |             |             |           |  |  |                         |                         |                         |
|  | december 18. – Marrákes  | december 18. – Marrákes  | december 18. – Marrákes | december 20. – Marrákes | december 20. – Marrákes | december 20. – Marrákes |                         |                         |                         |             |             |             |           |  |  |                         |                         |                         |
|  | december 18. – Marrákes  | december 18. – Marrákes  | december 18. – Marrákes | december 20. – Marrákes | december 20. – Marrákes | december 20. – Marrákes |                         |                         |                         |             |             |             |           |  |  |                         |                         |                         |
|  | ES Sétif                 | ES Sétif                 | 2 (5)                   | Auckland City           | Auckland City           | 1 (4)                   |                         |                         |                         |             |             |             |           |  |  |                         |                         |                         |
|  | ES Sétif                 | ES Sétif                 | 2 (5)                   | Auckland City           | Auckland City           | 1 (4)                   |                         |                         |                         |             |             |             |           |  |  |                         |                         |                         |
|  | Western Sydney Wanderers | Western Sydney Wanderers | 2 (4)                   | Cruz Azul               | Cruz Azul               | 1 (2)                   |                         |                         |                         |             |             |             |           |  |  |                         |                         |                         |
|  | Western Sydney Wanderers | Western Sydney Wanderers | 2 (4)                   | Cruz Azul               | Cruz Azul               | 1 (2)                   |                         |                         |                         |             |             |             |           |  |  |                         |                         |                         |

### Selejtező
| 2014. december 10. 19:30 |

| Moghreb de Tétouan               | 0–0 (h. u.) | Auckland City                 |
| -------------------------------- | ----------- | ----------------------------- |
|                                  | Jegyzőkönyv |                               |
| Büntetőpárbaj                    |             |                               |
| Jahouh Krouch Fall Naïm Khallati | 3–4         | Payne Irving White Bilen Issa |

| Prince Moulay Abdellah Stadium, Rabat Nézőszám: 35 247 Játékvezető: Walter López (guatemalai) |

### Negyeddöntők
| 2014. december 13. 16:00 |

| ES Sétif | 0–1               | Auckland City |
| -------- | ----------------- | ------------- |
|          | (0–0) Jegyzőkönyv | Irving 52'    |

| Prince Moulay Abdellah Stadium, Rabat Nézőszám: 22 153 Játékvezető: Pedro Proença (portugál) |

| 2014. december 13. 19:30 |

| Cruz Azul                                          | 3–1 (h. u.)                 | Western Sydney Wanderers |
| -------------------------------------------------- | --------------------------- | ------------------------ |
| Torrado 89' (11-esből) 118' (11-esből) Pavone 108' | (0–0, 1–1, 1–1) Jegyzőkönyv | La Rocca 65'             |

| Prince Moulay Abdellah Stadium, Rabat Nézőszám: 22 153 Játékvezető: Doué Noumandiez Désiré (elefántcsontparti) |

### Elődöntők
| 2014. december 16. 19:30 |

| Cruz Azul | 0–4               | Real Madrid                             |
| --------- | ----------------- | --------------------------------------- |
|           | (0–2) Jegyzőkönyv | Ramos 15' Benzema 36' Bale 50' Isco 72' |

| Prince Moulay Abdellah Stadium, Rabat Nézőszám: 34 862 Játékvezető: Enrique Osses (chilei) |

| 2014. december 17. 19:30 |

| San Lorenzo                | 2–1 (h. u.)                 | Auckland City |
| -------------------------- | --------------------------- | ------------- |
| Barrientos 45+2' Matos 93' | (1–0, 1–1, 2–1) Jegyzőkönyv | Berlanga 67'  |

| Stade de Marrakech, Marrákes Nézőszám: 18 458 Játékvezető: Ben Williams (ausztrál) |

### Az 5. helyért
| 2014. december 17. 16:30 |

| ES Sétif                                                        | 2–2               | Western Sydney Wanderers                                  |
| --------------------------------------------------------------- | ----------------- | --------------------------------------------------------- |
| Mullen 50' (öngól) Ziaya 57'                                    | (0–1) Jegyzőkönyv | Castelen 5' Saba 89'                                      |
| Büntetőpárbaj                                                   |                   |                                                           |
| Djahnit Gasmi Belameiri Ziaya Mellouli Arroussi Megateli Zerara | 5–4               | Saba Haliti Trifiro Juric Bouzanis Mullen Fofanah Adeleke |

| Stade de Marrakech, Marrákes Nézőszám: 18 458 Játékvezető: Norbert Hauata (tahiti) |

### Bronzmérkőzés
| 2014. december 20. 16:30 |

| Cruz Azul                         | 1–1               | Auckland City                     |
| --------------------------------- | ----------------- | --------------------------------- |
| Rojas 57'                         | (0–1) Jegyzőkönyv | De Vries 45+2'                    |
| Büntetőpárbaj                     |                   |                                   |
| Giménez Formica Rodríguez Valadéz | 2–4               | Payne Irving White Pritchett Issa |

| Stade de Marrakech, Marrákes Nézőszám: 38 345 Játékvezető: Pedro Proença (portugál) |

### Döntő
| 2014. december 20. 19:30 |

| Real Madrid        | 2–0               | San Lorenzo |
| ------------------ | ----------------- | ----------- |
| Ramos 37' Bale 51' | (1–0) Jegyzőkönyv |             |

| Stade de Marrakech, Marrákes Nézőszám: 38 345 Játékvezető: Walter López (guatemalai) |

| A 2014-es FIFA-klubvilágbajnokság győztese |
| ------------------------------------------ |
| Real Madrid 1. cím                         |

### Díjak
| Aranylabda                 | Ezüstlabda                      | Bronzlabda                    |
| -------------------------- | ------------------------------- | ----------------------------- |
| Sergio Ramos (Real Madrid) | Cristiano Ronaldo (Real Madrid) | Ivan Vicelich (Auckland City) |
| Fair Play-díj              |                                 |                               |
| Real Madrid                |                                 |                               |

## Végeredmény
A tornán minden pozícióért játszottak helyosztót, kivétel ez alól a hetedik hely volt, ahol az a csapat végzett, amelyik a selejtezőn kiesett.
| Helyezés | Csapat                   | M | Gy | D | V | Rg | Kg | Gk | P |
| -------- | ------------------------ | - | -- | - | - | -- | -- | -- | - |
| Arany    | Real Madrid              | 2 | 2  | 0 | 0 | 6  | 0  | +6 | 6 |
| Ezüst    | San Lorenzo              | 2 | 1  | 0 | 1 | 2  | 3  | –1 | 3 |
| Bronz    | Auckland City            | 3 | 1  | 2 | 1 | 3  | 3  | 0  | 5 |
| 4.       | Cruz Azul                | 3 | 1  | 1 | 1 | 4  | 6  | –2 | 4 |
| 5.       | ES Sétif                 | 2 | 0  | 1 | 1 | 2  | 3  | –1 | 1 |
| 6.       | Western Sydney Wanderers | 2 | 0  | 1 | 1 | 3  | 5  | –2 | 1 |
| 7.       | Moghreb de Tétouan       | 1 | 0  | 1 | 0 | 0  | 0  | 0  | 1 |